# Antonietta Formisano
Antonietta Formisano, così registrata all'anagrafe ma comunemente chiamata Antonella (Torre del Greco, 25 dicembre 1974), è una dirigente sportivo, ex calciatrice e allenatrice di calcio italiana, di ruolo centrocampista, responsabile area tecnica e settore giovanile per il ChievoVerona Valpo.

## Palmarès

### Club
- Campionato italiano: 1

Verona CF: 1995-1996
- Supercoppa italiana: 1

Bardolino: 2001

### Allenatrice
- Campionato italiano di Serie A2: 1

Fortitudo Mozzecane: 2011-2012